# Тяньтай (гора)
Тяньтайшань (кит.: 天台山, піньінь: Tiān tái shān) — гора в китайській провінції Сичуань. Як національний парк входить до резерватів великої панди, які занесені до Світової спадщини ЮНЕСКО. Не слід плутати з горою тією ж назвою у провінції Чжецзян.

## Опис
Загальна площа становить 21 000 га. Розташована на відстані 110 км від м. Ченду та 45 км від гори Цюнлай. Найбільшою є висота піку Юсяофен (1812 м). Північно-східна частина є найвищою, де піки досягають в середньому 1700 м над рівнем моря. Починаючи з високогірної частини, протікає річка Цзіньлун завдовжки 13 000 км, що перетинає усю територію гори, утворюючи природні водоспади (найцікавіші — Сяншуй та Чанхун) й печери.
Характерний помірний клімат, рясні опади. Середньорічна температура становить +16 °C.
Поширення лісового покриву становить 94,4 % усієї території гори. Являє собою поєднання натуральних і штучних гірських лісів. Тут загалом представлено 350 видів рослин, з них 20 — рідкісних, що перебувають під захистом держави на національному рівні, зокрема Davidia involucrata, китайський тис, гінкго, тапісція, Michelia floribunda з магнолієвих, білі рододендрони, бамбукові гаї. Також тут ростуть численні лікарські рослини, що застосовуються у традиційній китайській медицині, зокрема дикий ямс, черемшина, камелія.
Тут представлені 50 видів тварин і птахів, з них рідкісні — велика панда (у дикій природі їх нараховують від 6 до 9 особин), червона панда, лісовий кабарга, чубатий олень, китайський монал, червоний фазан, велетенська саламандра. Також тут виявлено 270 видів метеликів.

## Історія
Поблизу гори людина селилися з давніх-давен. Тоді гора мала назву Дунменшань. З нею пов'язані численні місцеві легенди та міфи за участю чаклунів, небожителів, драконів та принцес. Деякий час тут мешкали даоські ченці. Саме вони надали горі нову назву наприкінці періоду Хань, що відома натепер. Згодом тут оселилися також буддисти, перший їхній монастир — Юнлеси — існує донині. Розквіт даоських і буддійських храмів та монастирів на Тяньтаї відбувався в часи династій Тан і Сун.
Наприкінці періоду Південної Сун та за правління імператорів з династії Юань відбувається поступовий занепад даосизму в цих місцях. Завершення цей процес набув за династії Мін. У часи династії Цін здійснюється спроба відродження даоських святилищ на горі, але без значного успіху. Після падіння династії Цін у цих місцях діяли різноманітні військові та бандитські загони, через що ченці залишили гору. У 1930-х роках стає однією з баз Червоної армії.
Під час «культурної революції» культові споруди та релігійне життя тут знову зазнали удару, що призвело до чергового занепаду. У 1989 році створено провінційний парк Сичуані. У 2004 році отримав статус національного парку. У 2006 році увійшов до переліку Світової спадщини в Китаї. 2007 року присвоєно категорію АААА за Рейтингом туристичних визначних пам'яток. 2008 року пережив потужний землетрус.
Нині розвивається культовий, екотуризм, відвідання місць мешкання великої панди, існує спеціальний тур за спостереженням за світлячками та метеликами.